# Cnemidaster gilesi
Cnemidaster gilesi är en sjöstjärneart som först beskrevs av Alcock 1893.  Cnemidaster gilesi ingår i släktet Cnemidaster och familjen Zoroasteridae. Inga underarter finns listade i Catalogue of Life.